# ウエシマコーヒー
株式会社ウエシマコーヒーは神奈川県横浜市に本社を置き、コーヒーを製造・販売する企業である。UCC上島珈琲の100%子会社。北海道で広く展開しているサッポロウエシマコーヒー（ユーコーヒーウエシマ）はUCCによる完全子会社化で傍系会社となった。

## 事業所
- 生産工場：神奈川県横浜市港北区新吉田東2丁目7番8号
- 東京支店：東京都目黒区原町1丁目1番1号
- 横浜支店：神奈川県横浜市港南区日野9丁目44番16号
- 国立支店：東京都国立市富士見台3丁目1番4号
- 大宮支店：埼玉県さいたま市北区櫛引町2-214
- 千葉支店：千葉県千葉市中央区祐光4丁目1番14号